# Chen Zhong
Chen Zhong (en chino: 陈中; Jiaozuo, 22 de noviembre de 1982) es una deportista china que compitió en taekwondo. 
Participó en tres Juegos Olímpicos de Verano, entre los años 2000 y 2008, obteniendo en total dos medallas de oro, en Sídney 2000 y Atenas 2004, ambas en la categoría de +67 kg. En los Juegos Asiáticos consiguió tres medallas entre los años 1998 y 2006.
Ganó cuatro medallas en el Campeonato Mundial de Taekwondo entre los años 1999 y 2007 y cuatro medallas en el Campeonato Asiático de Taekwondo entre los años 1998 y 2008.

## Palmarés internacional
| Juegos Olímpicos    | Juegos Olímpicos                  | Juegos Olímpicos  | Juegos Olímpicos |
| Año                 | Lugar                             | Medalla           | Categoría        |
| ------------------- | --------------------------------- | ----------------- | ---------------- |
| 2000                | Sídney (Australia)                | Medalla de oro    | +67 kg           |
| 2004                | Atenas (Grecia)                   | Medalla de oro    | +67 kg           |
| Campeonato Mundial  |                                   |                   |                  |
| Año                 | Lugar                             | Medalla           | Categoría        |
| 1999                | Edmonton (Canadá)                 | Medalla de bronce | –72 kg           |
| 2001                | Jeju (Corea del Sur)              | Medalla de plata  | –72 kg           |
| 2003                | Garmisch-Partenkirchen (Alemania) | Medalla de bronce | +72 kg           |
| 2007                | Pekín (China)                     | Medalla de oro    | +72 kg           |
| Juegos Asiáticos    |                                   |                   |                  |
| Año                 | Lugar                             | Medalla           | Categoría        |
| 1998                | Bangkok (Tailandia)               | Medalla de bronce | –65 kg           |
| 2002                | Busan (Corea del Sur)             | Medalla de plata  | –72 kg           |
| 2006                | Doha (Catar)                      | Medalla de oro    | +72 kg           |
| Campeonato Asiático |                                   |                   |                  |
| Año                 | Lugar                             | Medalla           | Categoría        |
| 1998                | Ciudad Ho Chi Minh (Vietnam)      | Medalla de plata  | –65 kg           |
| 2000                | Hong Kong (China)                 | Medalla de oro    | +72 kg           |
| 2002                | Amán (Jordania)                   | Medalla de oro    | –72 kg           |
| 2008                | Luoyang (China)                   | Medalla de oro    | +72 kg           |